# جوئل کیسومبوا
جوئل کیسومبوا (انگلیسی: Joël Kiassumbua؛ زادهٔ ۶ آوریل ۱۹۹۲) بازیکن فوتبال اهل سوئیس است.
از باشگاه‌هایی که در آن بازی کرده‌است می‌توان به باشگاه فوتبال لوتسرن اشاره کرد.
وی همچنین در تیم‌های ملی فوتبال Switzerland national under-16 football team, Switzerland national under-17 football team, Switzerland national under-18 football team، و جمهوری کنگو بازی کرده‌است.